# 시네스티아

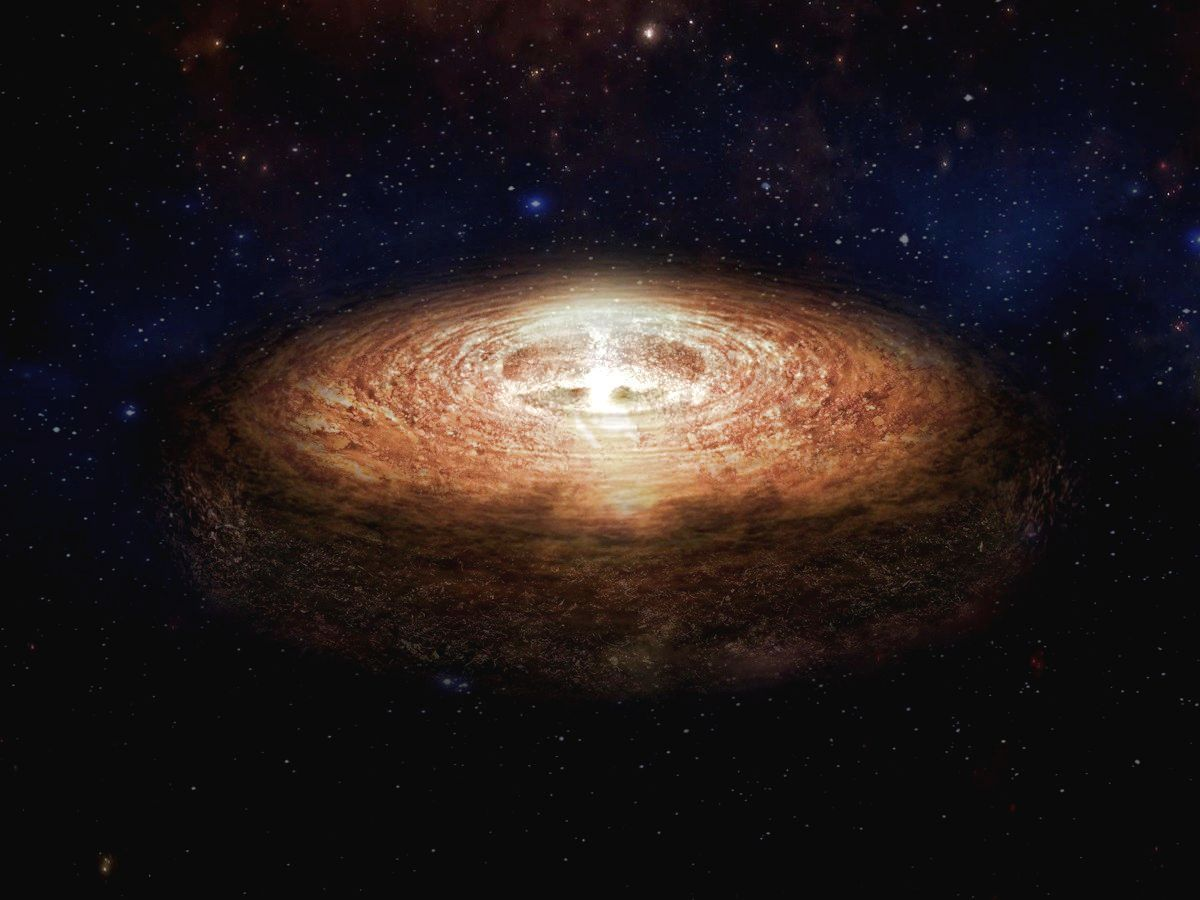
시네스티아의 상상도.

시네스티아(Synestia)는 기화된 암석이 도넛 모양을 이룬 채 빠르게 회전하는 가설 상의 천체로, 이름은 가정의 여신인 헤스티아에 '함께'를 의미하는 접두어 'syn-'이 결합되어 만들어졌다. 시네스티아는 회전하는 천체끼리 충돌했을 경우, 각운동량의 합이 공공전 한계치보다 클 경우, 천체의 적도 자전 속도가 표면상에서의 이론적인 공전 속도보다 커지기 때문에 형성된다.
시네스티아는 안쪽 부분이 일정한 속도로 돌고, 그 바깥을 듬성한 기체 토러스가 도는 모습을 띈다. 시네스티아의 내부 압력이 낮기 때문에, 기존 천체의 행성 분화 과정에 따라 내부에 맨틀이 형성될 수 있다.

## 구성
시네스티아는 최내곽의 공공전 지역, 중간의 전이 지역, 최외곽의 도넛 지역으로 구분할 수 있다. 공공전 지역은 고체로써 자전한다. 시네스티아의 주요 특징은 뜨겁고, 엔트로피가 크며, 각속도 또한 높다는 것이다.
전이 지역은 공공전 지역과 도넛 지역이 점진적으로 연결되는 지역으로, 컴퓨터 시뮬레이션 결과에서는 거리에 따라 속력과 온도가 점진적으로 가소하는 결과를 보여주었다. 온도는 안쪽의 뜨거운 암석 기체가 바깥쪽의 차갑고 응고된 물질과 섞이며 점차 감소하고, 시간이 지남에 따라 서서히 암석 기체의 형태로 평형을 이룬다. 최초의 각운동량, 질량, 엔트로피에 따라 전이 지역의 모습은 큰 차이를 보인다.

## 거대충돌 가설
일부 연구에 따르면, 거대충돌 가설에 따라 지구와 달이 생길 때 이 두 천체의 초기 형태는 시네스티아였다. 시네스티아 이론에 따르면, 각운동량과 에너지가 큰 천체가 원시 지구와 충돌한 직후 시네스티아가 형성되었으며, 이 때의 온도는 암석의 기화 온도인 2300 K 가량이었다. 시네스티아의 열이 우주 공간으로 방출되며 온도가 감소함에 따라, 바깥쪽에서 마그마 방울이 생겨 안쪽으로 내리며 시네스티아가 수축하였다. 공공전 지역의 로슈 한계 바깥쪽에 있는 물질은 작은 위성체를 형성해, 달을 형성하였다. 그 이후 시네스티아 전체가 공공전 지역으로 내려올 만큼 냉각된 이후 지구가 다시 형성되었다.
이 이론에 따르면 달이 지구의 기화된 암석에서 형성되었기 때문에 두 천체의 동위원소비가 비슷한 이유를 설명할 수 있으며, 지구가 더 나중에 형성되었으므로 달에 휘발성 물질이 더 많이 남아있는 점 또한 설명할 수 있다.